# شارع جمال عبد الناصر (بنغازي)

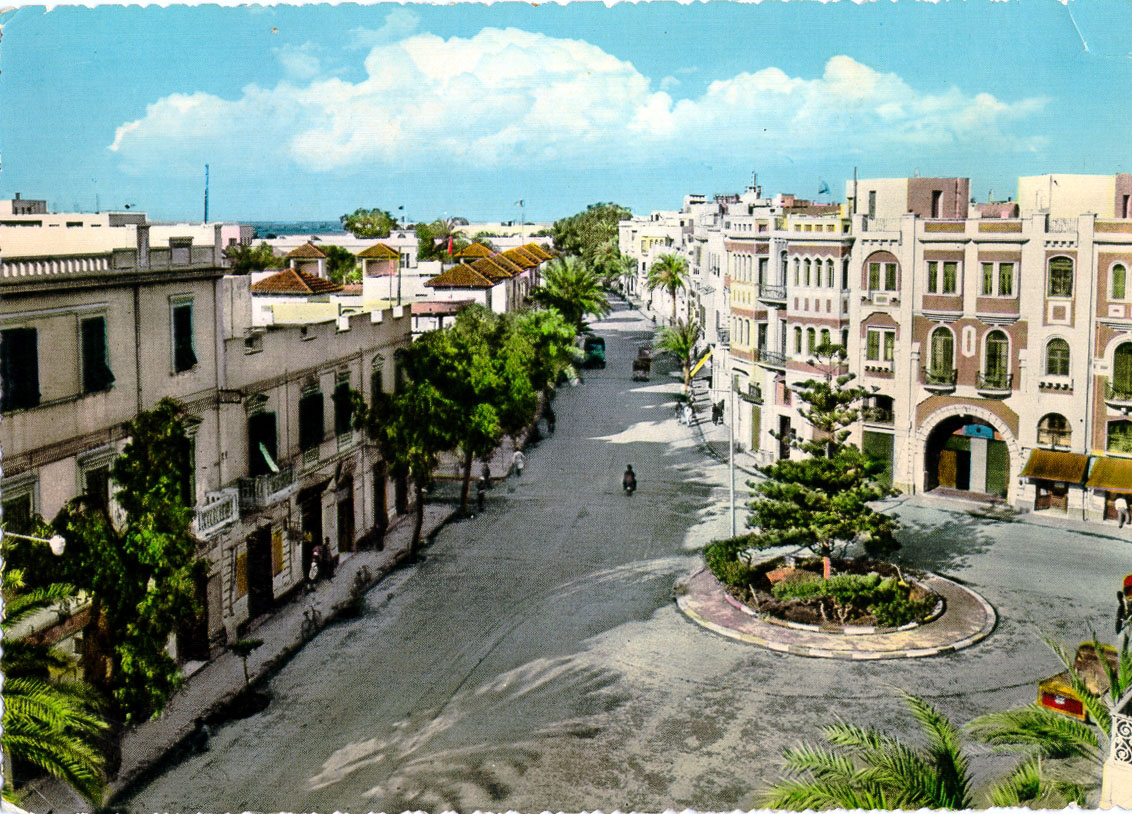
ميدان الشجرة والشارع كما بديا في أواخر خمسينيات القرن العشرين.

شارع جمال عبد الناصر، جزء منه حمل اسم الاستقلال (1951 - 1969)، جزء حمل اسم إميل سان لو (أواخر الخمسينيات - 1969). هو أحد الشوارع الرئيسية في مدينة بنغازي، ليبيا ويعد أهم شوارع وسط مدينة بنغازي وأطولها.
توجد بالشارع بعض المؤسسات الرئيسية مصرف ليبيا المركزي، الإدارة العامة للجوازات والجنسية، قصر المنار، مجمع الخدمة العامة، شركة ليبيا للتأمين، مكتبة مركز دراسات وأبحاث الكتاب الأخضر، مدرسة شهداء يناير الثانوية وهي أقدم المدارس الثانوية بالمدينة إضافة لمقر صندوق الضمان الاجتماعي.
كما يوجد به نصب حجري عبارة عن منحوتة تمثل «الصداقة الإيطالية الليبية».
وتنتشر المحال التجارية في الشارع الذي يزدحم بالرواد ليلاً إضافة لمباني سكنية، ويطل على الشارع الواجهة الخلفية لفندق تيبستي أكبر فنادق المدينة، كما تتفرع منه وتطل عليه عدة شوارع وميادين مثل ميدان الشجرة وشوارع عمرو بن العاص وعمر المختار، فيا تورينو وشارع مصراته.

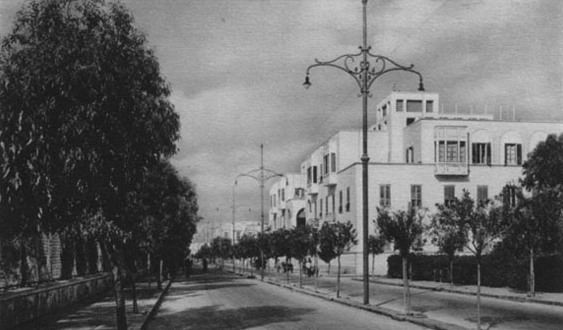
الشارع في خمسينيات القرن العشرين ويبدو أحد المباني الحكومية.

## لمحة تاريخية
عُرف الشارع ابان الحكم الإيطالي باسم شارع فيتوريو فينتو "(بالإيطالية: Via Vittorio Veneto)". لاحقاً عرف الجزء الذي امتد من ميناء المدينة حتى ميدان الشجرة باسم شارع الاستقلال فيما أطلق اسم المجاهد الليبي أحمد الشريف السنوسي على الشارع الممتد من ميدان الشجرة وحتى الفويهات، ليتغير لاحقا في أواخر الخمسينيات إلى شارع إميل سان لو والذي كان مندوب هاييتي في مجلس الأمن الدولي والذي كان صوته هو الصوت الفارق لمنح ليبيا اما الاستقلال كدولة واحدة أو وضعها تحت الوصاية الأجنبية.

## مراجع

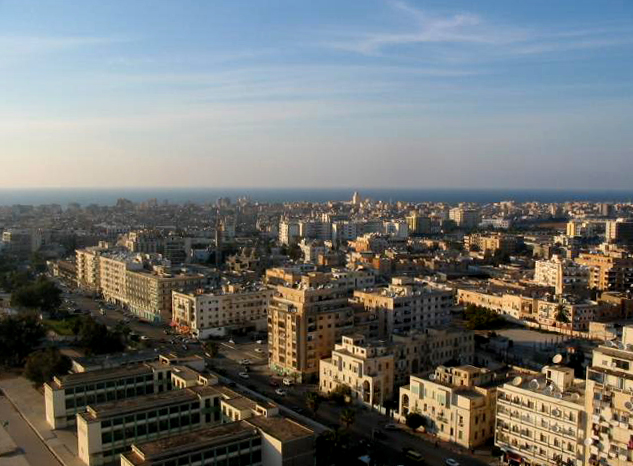
الشارع وتبدو في يسار الصورة مدرسة شهداء يناير
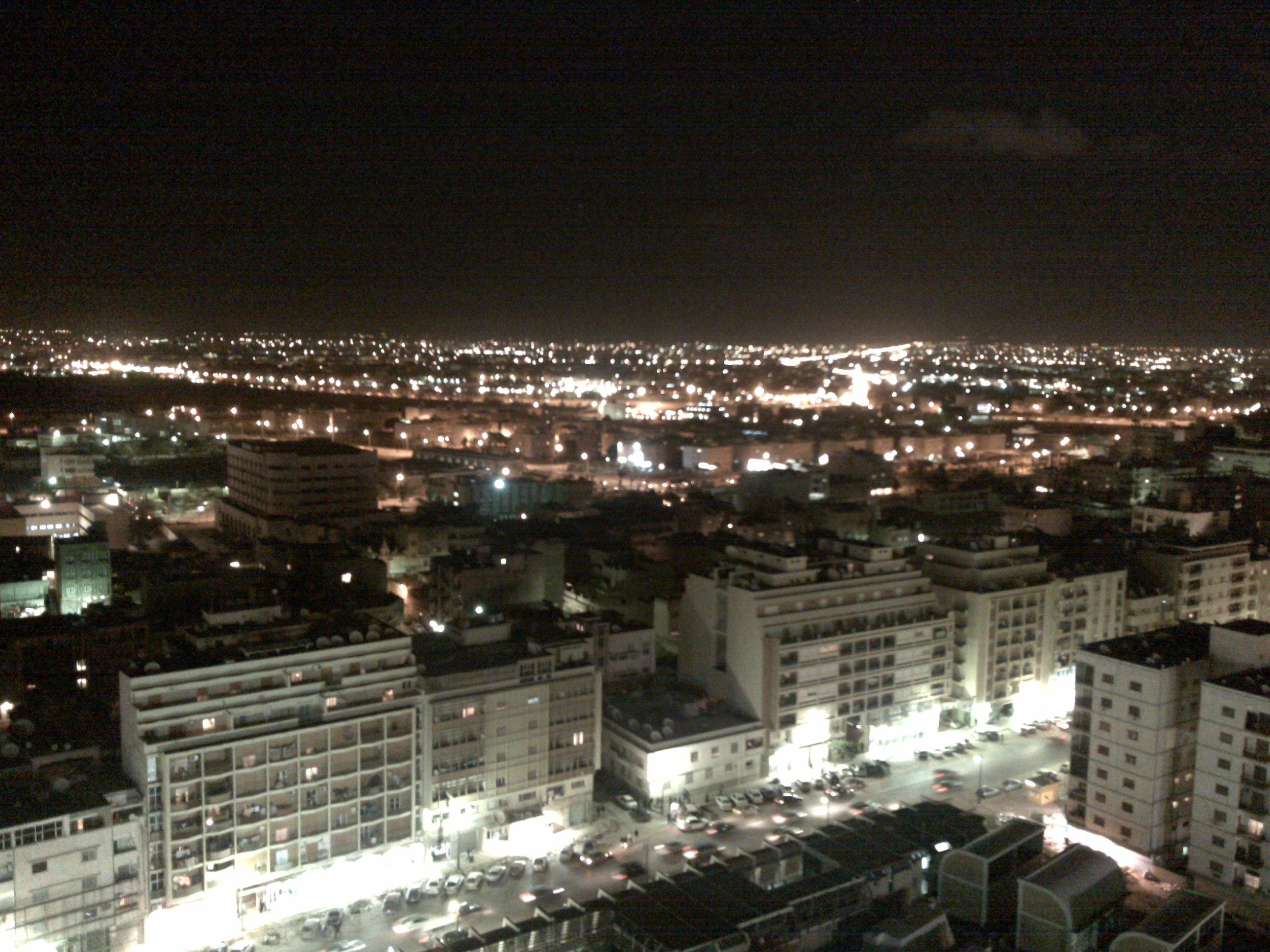
الشارع ليلا